# رنا سمارة (فلسطينية)
رنا سمارة (1985-) هي رسامة فلسطينية ولدت في مدينة القدس. تخرجت من الأكاديمية الدولية للفنون في رام الله عام 2015، ونالت درجة الماجستير في الفنون الجميلة من جامعة نورث وسترن في إلينوي. 

## حياتها التعليمية
ولدت رنا سمارة في القدس، وخلال طفولتها اقتحم جنود إسرائيليون منزل عائلتها بينما كانت تلعب سوبر ماريو، وهي ذكرى ألهمتا لاحقًا في أعمالها الفنية. حيث شجعها والدها في البداية على دراسة المالية، لكنها غيّرت تخصصها إلى الفن بعد فصل دراسي واحد. أكملت درجة البكالوريوس في التصميم الجرافيكي في كلية فلسطين التقنية، ثم درست الفنون البصرية المعاصرة في الأكاديمية الدولية للفنون في فلسطين، وحصلت على الماجستير من جامعة نورث وسترن.

## حياتها العملية
تركز سمارة في أعمالها على الأماكن والأشياء خاصة الغرف الداخلية بدلاً من الشخصيات البشرية. وتخلت عن الرموز الفنية الفلسطينية الشائعة مثل أشجار الزيتون، وقد تم مقارنة أسلوب رسمها بأسلوب هنري ماتيس وديفيد هوكني. وفي عام 2016 نظمت سمارة أول معرض فردي لها بعنوان "الأماكن الحميمة" في جاليري زاوية وهو الجاليري الذي يعرض كافة اعمالها.  واستند المعرض إلى بحث مكثف دام عام كامل في مخيم الأمعري للاجئين وقرى الضفة الغربية، حيث أجرت مقابلات مع النساء المقيمات حول حياتهن الجنسية وتجاربهن في الحميمة. ولاحقاً تم عرض هذا المعرض في معرض آرت دبي عام 2017. 
عرضت الفنانة سلسلتها "ألعاب الحرب" في معرض آرت دبي في عام 2019. وكانت اللوحات ثمرة مشروع بحثي استمر 18 شهراً ركز على القدس والأردن، وعلى أحلام الأطفال واللاجئين المتأثرين بالحرب، وقد استلهمت ذلك من تفاعلها مع صبي صغير في القدس تم تدمير منزله. وفي يونيو 2022 عرضت في غاليري زاوية في دبي حيث ركز معرضها المكون من 40 لوحة بعنوان "الملاذ الداخلي" على تصور الفنانة لمساحتها الحميمة من منظور عاطفي. وخلال الحرب الفلسطينية الإسرائيلية 2023 عملت مع غاليري زاوية لجمع الأموال لدعم الجهود الإنسانية في قطاع غزة. حيث أنشأت أعمالاً مستوحاة من صور الحرب مع التركيز بشكل خاص على الأشياء التي حملها الأطفال معهم أثناء تهجيرهم من منازلهم.